# Anna Sterky
Ane Cathrine « Anna » Sterky, née Nielsen (1856–1939) est une femme politique social-démocrate, syndicaliste et féministe suédo-danoise.